# Panthera tigris balica
La tigre di Bali (Panthera tigris balica Schwarz, 1912) è una sottospecie di tigre estinta negli anni trenta del XX secolo. Diffusa nella sola isola di Bali, era la più piccola di tutte le tigri.
Questa era una delle tre sottospecie di tigre scoperta in Indonesia, insieme alla tigre di Giava (estinta, in cui la tigre di Bali potrebbe essere inclusa, secondo alcuni autori) e alla tigre di Sumatra (in pericolo di estinzione).

## Descrizione
I maschi più grandi non arrivavano ai 100 chilogrammi, meno di un terzo dunque di quello che solitamente pesa la sottospecie più grande: la tigre siberiana. Fisicamente, la tigre di Bali ricordava molto la tigre di Giava, anch'essa estinta, rispetto alla quale era però più piccola e di colore più scuro. Il dorso, il costato e la coda erano di un arancione acceso ed erano solcati da strisce nere, di forma biforcuta e compatte, meno numerose rispetto alle altre sottospecie. Il ventre e parte del muso erano bianchi: quest'ultimo era solcato da strisce nere, caratteristiche della sottospecie. Il pelo era corto e folto. La particolarità della Tigre di Bali era però il cranio: questa sottospecie vantava un setto nasale piuttosto "marcato" e dei denti diversi dalle altre sottospecie.

## Riproduzione
Le tigri di Bali si potevano riprodurre in qualsiasi periodo dell'anno, sebbene si accoppiassero generalmente durante l'inverno o la primavera, e il periodo di gestazione era di circa 103 giorni. Normalmente partorivano due o tre piccoli che nascevano con gli occhi chiusi e pesavano approssimativamente 1,36 kg. Venivano svezzati a circa un anno di età, erano in grado di cacciare completamente da soli a diciotto mesi ed a due anni erano pienamente indipendenti.

## Distribuzione ed estinzione

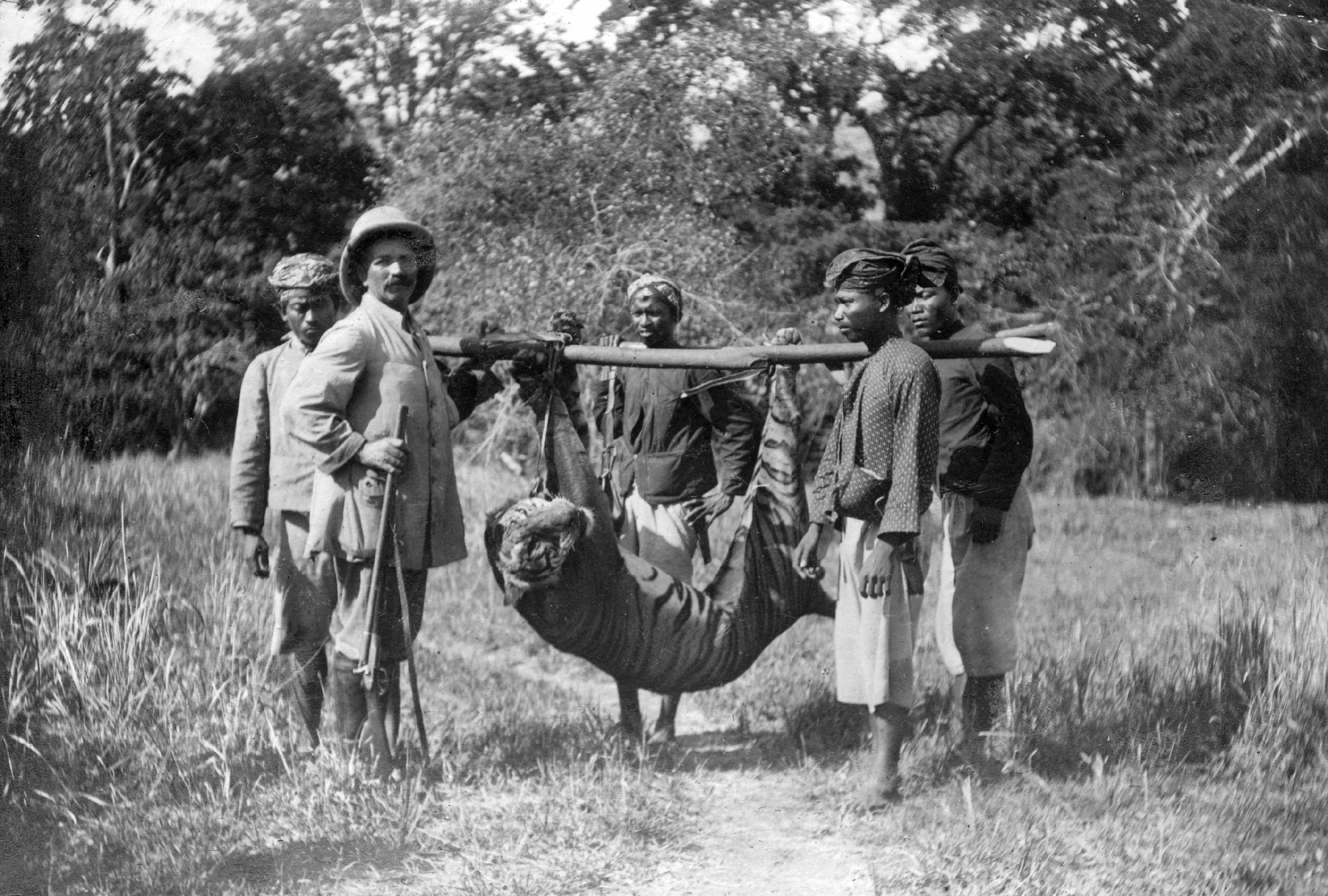
Tigre di Bali uccisa nel 1911

Data la modesta estensione di Bali, risulta evidente come l'isola non potesse sostenere una popolazione abbondante di tigri, che necessitano di ampi territori di caccia: per questo motivo, la popolazione della tigre di Bali fu sempre molto limitata.
Agli inizi del XX secolo, l'aumento della popolazione umana comportò una forte deforestazione allo scopo di ottenere nuove superfici coltivabili. A ciò si aggiunse una vera e propria "persecuzione" della tigre, che incuteva timore nelle popolazioni locali. Dopo la I guerra mondiale, molti cacciatori occidentali giunsero nell'isola di Bali e si diedero alla caccia della tigre la quale, ormai, popolava solo la zona occidentale dell'isola. Il 27 settembre del 1937 fu abbattuto l'ultimo esemplare, una femmina.
Durante gli anni quaranta e, in misura sempre minore, fino al 1972 si ebbero vari avvistamenti non confermati. Tuttavia, l'estensione attuale delle foreste sull'isola è così modesta che difficilmente esse potrebbero ospitare un animale delle dimensioni di una tigre.